# Kyech'uk ilgi
 (août 2025).
Si vous disposez d'ouvrages ou d'articles de référence ou si vous connaissez des sites web de qualité traitant du thème abordé ici, merci de compléter l'article en donnant les références utiles à sa vérifiabilité et en les liant à la section « Notes et références ».
Le Kyech'uk ilgi (hangeul : 계축일기 ; litt. « Journal de l'année Kyech'uk (ou Journal de l'an 1613) ») est un roman coréen de l'ère Joseon,. Il relate la mise en place du régime du roi Gwanghaegun à partir de 1608, et l'affirmation de celui-ci par une série de purges politiques. Son auteure est probablement une femme de la cour, témoin direct des évènements. Le roi Gwanghaegun y est décrit comme un tyran, capable de faire assassiner ses frères. 